# Silistra
Silistra er en by i det nordøstlige Bulgarien, med et indbyggertal (pr. 2009) på cirka 40.000. Byen er hovedstad i Silistra-provinsen, og ligger ved bredden af Donau, der også danner grænsen til nabolandet Rumænien.
44°07′N 27°16′Ø / 44.117°N 27.267°Ø
- Wikimedia Commons har flere filer relateret til Silistra